# PewDiePie
Felix Arvid Ulf Kjellberg (/ˈʃɛlbɜːrɡ/ SHEL-burg, tiếng Thụy Điển: [ˈfěːlɪks ˈǎrːvɪd ɵlf ˈɕɛ̂lːbærj] ⓘ; sinh ngày 24 tháng 10 năm 1989), được biết đến với biệt danh trên mạng là PewDiePie (/ˈpjuːdiːpaɪ/ PEW-dee-py), là một YouTuber, diễn viên hài và nhà từ thiện người Thụy Điển, được biết đến chủ yếu qua những video Let's Play và thể loại hài kịch. Sau khi đăng ký kênh YouTube với biệt danh của mình vào năm 2010, Kjellberg chủ yếu đăng video Let's Play về trò chơi hành động và kinh dị. Kênh của anh đã có sự tăng trưởng đáng kể về mức độ phổ biến trong hai năm tiếp theo và anh đã đạt 1 triệu lượt đăng ký vào tháng 7 năm 2012. Theo thời gian, phong cách nội dung của anh được đa dạng hóa bao gồm vlog, hài kịch ngắn, chương trình được định dạng và video ca nhạc.
Vào ngày 15 tháng 8 năm 2013, PewDiePie trở thành trở thành người dùng có nhiều lượt đăng ký nhất trên YouTube, bị vượt qua vào cuối năm 2013 bởi YouTube Spotlight. Nắm giữ vị trí kể từ ngày 23 tháng 12 năm 2013, kênh đã có hơn 100 triệu lượt đăng ký tính đến đầu tháng 9 năm 2019. Từ ngày 29 tháng 12 năm 2014 đến ngày 14 tháng 2 năm 2017, kênh của PewDiePie nắm giữ vị thế là kênh có nhiều lượt xem nhất YouTube, và tính đến tháng 4 năm 2025, kênh đã có hơn 29 tỷ lượt xem video.
Nội dung YouTube được chú ý nhất của PewDiePie bao gồm bình luận về video game, chủ yếu là thể loại kinh dị, nhưng rồi anh chuyển hướng sang nhiều thể loại game đa dạng. Ngoài ra, anh còn làm một số video về thể loại hài kịch, châm biếm và thỉnh thoảng là vlog.

## Những năm đầu cuộc đời và giáo dục

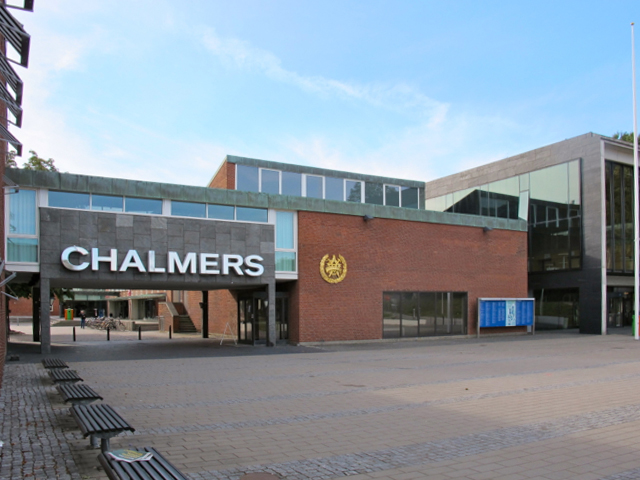
Lối vào Đại học Công nghệ Chalmers, nơi Kjellberg đã bỏ học.

Kjellberg sinh ra và lớn lên tại Gothenburg, Thụy Điển. Anh được sinh ra với mẹ là Lotta Kristine Johanna (sinh ngày 7 tháng 5 năm 1958) và Ulf Christian Kjellberg (sinh ngày 8 tháng 1 năm 1957), và lớn lên cùng chị gái. Mẹ anh, một cựu giám đốc công nghệ thông tin (CIO), được vinh danh là CIO của năm 2010 tại Thụy Điển. Cha anh cũng là một giám đốc điều hành của công ty.
Trong quãng thời gian đi học đầu, anh quan tâm đến hội họa và đã nói chi tiết rằng anh sẽ vẽ các nhân vật trò chơi video nổi tiếng như Mario và Sonic the Hedgehog, cũng như chơi các trò chơi video trên Hệ thống giải trí Super Nintendo của mình, chẳng hạn như Star Fox và Donkey Kong Country 2: Diddy's Kong Quest. Khi còn học trung học, anh thường chơi điện tử trong phòng ngủ và hay trốn học để chơi trò chơi điện tử tại một quán cà phê Internet với bạn bè; Về chủ đề này, Kjellberg đã bình luận: "Thụy Điển có một nền văn hóa tuyệt vời xung quanh việc chơi game." Năm cuối cấp 3, anh lấy tiền kiếm được từ việc bán những bức tranh của bà mình để mua máy tính. Sau đó, anh tiếp tục theo đuổi bằng cấp về kinh tế công nghiệp và quản lý công nghệ tại Đại học Công nghệ Chalmers, nhưng đã rời trường đại học năm 2011. Về quyết định của mình, Kjellberg đã tuyên bố: "Nghĩ về nó bây giờ, điều đó hoàn toàn vô lý. Để vào trường Chalmers học kinh tế công nghiệp, bạn cần phải học thật giỏi, nhưng bằng cách nào đó tôi đã hạnh phúc hơn khi bán hot dog và làm video chơi game của riêng mình." Trong khi lý do rời trường Chalmers thường được báo cáo là muốn tập trung vào sự nghiệp YouTube của mình, vào năm 2017, Kjellberg đã làm rõ, "Tại sao mọi người lại hiểu sai câu chuyện này? Tôi bỏ học đại học vì tôi không thích nó. Bỏ học đại học để theo đuổi YouTube, điều đó thật ngu ngốc." Anh nói thêm rằng "quản lý công nghiệp và kinh tế thật là nhàm chán và tôi không thể liên hệ đến bất cứ ai."
Kjellberg cũng đã chia sẻ rằng anh "yêu Photoshop", muốn làm việc với nghệ thuật xử lý ảnh bằng Adobe Photoshop hơn là ở trường. Liên quan đến niềm đam mê này, anh tham gia các cuộc thi Photoshop và gần như kiếm được quyền học việc tại "một trong những công ty quảng cáo tốt nhất ở Scandinavia." Anh cũng quan tâm đến việc tạo nội dung trên YouTube và sau khi không kiếm được quyền học việc, anh đã bán các bản in hình ảnh Photoshop phiên bản giới hạn của mình để mua một cái máy tính để làm các video trên YouTube.

## Sự nghiệp YouTube

### Những năm đầu sự nghiệp (2010 - 2012)
Kjellberg ban đầu đăng ký tài khoản YouTube mang tên "Pewdie" vào tháng 12 năm 2006, anh giải tích từ "pew" là tiếng của laser còn "die" nghĩa là chết, nhưng tài khoản này anh quên mật khẩu. Kjellberg tạo tài khoản YouTube có tên là PewDiePie vào ngày 29 tháng tháng 4 năm 2010. Trong năm 2012, kênh của anh trở nên nổi tiếng và cuối cùng đạt được cột mốc 1 triệu người đăng ký vào ngày 11 tháng 7 năm 2012, và 2 triệu trong tháng 9 năm 2012. Tháng 2 năm 2012, anh đã thử tham gia chương trình King of the Web - một cuộc thi trên mạng. Trong lần thử đầu tiên, anh đã thất bại và mất chức vô địch tổng thể. Nhưng anh vẫn trở thành "Gaming King of the Web" trong cuộc bầu cử từ ngày 1 đến 15 tháng 2 năm 2012. Trong cuộc bầu cử tiếp theo, anh đã chiến thắng và tặng số tiền thắng được cho Quỹ Động Vật Hoang Dã Thế giới. Anh cũng đã phát biểu tại Hội nghị Nonick 2012. Trong tháng 10 năm 2012, OpenSlate đã xếp hạng kênh PewDiePie là kênh YouTube số 1 theo các điều khoản của "Điểm Slate".

### Trở thành một trong những người dùng được nhiều lượt đăng ký nhất và tiếp tục con đường phát triển (2013 - 2016)
Ngày 18 tháng 2 năm 2013, kênh của anh đạt 5 triệu lượt người đăng ký. Trong tháng 4 năm 2013, kênh của Kjellberg đã đạt hơn 6 triệu lượt người đăng ký theo tờ New York Times. Sau này anh đoạt giải Chương Trình Phổ Biến Nhất Trong Xã Hội, đấu với Jenna Marble, Smosh và Toby Turner, cùng với Giải Ngôi Sao Xã Hội Thụy Điển, tại buổi khai mạc giải Social Stars được đăng khai ở Singapore trong tháng 5 năm 2013. Anh cũng đã được giới thiệu là một ứng cử viên cho giải Game nổi tiếng nhất trong giờ phát sóng trực tiếp của buổi lễ. Trong tháng 6 năm 2013, kênh của anh đạt đến 8 triệu lượt đăng ký, và sau đó là 9 triệu. Từ năm 2012 đến năm 2013, kênh của anh là một trong những kênh phát triển nhanh nhất của YouTube. Lần chơi qua The Last of Us của anh được ghi thành tài liệu vì làm các game thủ không nói nên lời. Tháng 7 năm 2013, anh đánh bại Jenna Marbles để trở thành người được đăng ký nhiều thứ 2 trên YouTube và ngày 9 tháng 7 năm 2013 đạt 10 triệu người đăng ký.

### Khủng hoảng truyền thông (2017–2018)
Kênh của Kjellberg tập trung chủ yếu vào những bình luận và phản ứng của anh về những trò chơi mà anh chơi qua. Anh được biết đến với việc chơi các game thể loại kinh dị và hành động, đáng nói nhất là Amnesia: The Dark Descent và những cốt truyện làm bởi fan của anh.
Tháng 9 năm 2017, Kjellberg bị chỉ trích với những câu đùa giỡn thái quá mang tính phân biệt chủng tộc đã khiến cho anh gặp nhiều phản ứng trái chiều. Youtube đã cấm anh công chiếu "Scare Pewdiepie Season: 2"  sau việc anh phát ngôn có tính phân biệt chủng tộc khi live-stream PlayerUnknowns' Battleground. Ông Sean Vanaman, đồng sáng lập công ty Campo Santo, đã cấm anh đăng video về game Firewatch họ sắp ra.
Kjellberg sau đó đã đăng tải một đoạn video ngắn xin lỗi vì phát ngôn không đúng mực trong trong buổi phát trực tiếp, bày tỏ rằng "Tôi thất vọng về bản thân mình, vì có vẻ như tôi không học được gì từ tất cả những tranh cãi trong quá khứ, [Văng tục] thực sự không ổn. Tôi thực sự xin lỗi nếu tôi đã xúc phạm, làm tổn thương hoặc thất vọng bất kỳ ai. Ở vị trí này thì tôi nên biết điều."
Từ đó trở đi anh chỉ làm những video thực tế như "LWIAY", "Meme Review",...

### Xuất hiện trong các công việc khác
Tháng 4 năm 2013, Kjellberg có một xuất hiện nhỏ trong mùa thứ hai của chương trình web, Epic Rap Battle of History, trong vai Mikhail Baryshnikov. Một đoạn video của anh đã xuất hiện trong một clip Music Mix của Joe Penna, được biết nhiều hơn với biệt danh, MysteryGuitarMan. Kjellberg đã được thông báo sẽ làm một giám khảo khách mời trong mùa thư hai của sê-ri web Internet Icon. Anh cũng đã xuất hiện trong một clip của SmoshGames của cặp đôi YouTube Smosh và Your Grammar Sucks của Jacksfilms. Anh hiện cũng có mặt trên một chương web sê-ri mới của YouTube 'PewDiePie And Friends' sáng tạo bởi Polaris.

### Hình ảnh trong cộng đồng
Kjellberg thường gọi fan của mình '9 year old army'. Anh thường làm một cú 'Brofist' (Cụng tay) vào những phút cuối trước khi chào tạm biệt trong những clip của mình. Tại Giải Social Star, anh cố tình đi chào đón những người hâm mộ của mình bất chấp bảo vệ cảnh cáo anh không được làm như vậy.
Kênh của Kjellberg thuộc Maker Studio, được biết đến như một mạng lưới đa kênh làm tăng sự phát triển của những kênh dưới quyền của nó. Kênh của Kjellberg xuất hiện rất mạnh mẽ đến các khán giả nhỏ tuổi, một nhóm được Google đề cập với cái tên Generation C vì thói quen "sáng tạo (Creation), sửa chữa (Curation), kết nối (Connection) và cộng đồng (Community).

### Ra mắt game, sách và series Scare PewDiePie
Ngày 20 tháng 10 năm 2015 cùng với Penguin Group, anh xuất quyển sách của riêng anh, "This Book Loves You". Quyển sách được lấy cảm hứng từ chính fan của anh trên Twitter. Tháng 1 năm 2017, anh đã bán được 112.000 bản.
Ngày 24 tháng 9 năm 2015, Kjellberg hợp tác cùng Outerminds cho ra mắt game đầu tiên "PewDiePie: Legend of the Brofist" trên nền tảng IOS và Android. Tháng 1 năm 2016, anh công bố việc hợp tác với Makers tạo nên Revelmode và ngày 29 tháng 9 năm 2016, anh cho ra mắt "PewDiePie's Tuber Simulator" trên nền tảng IOS và Android. Vào ngày ra mắt, game đã thu hút lượt tải đông nhất trên App Store và ngày hôm sau anh được thông tin rằng game của anh đã được tải trên 1.000.000 lần.
Tháng 2 năm 2015, cùng nhà sản xuất Maker Studios (hiện là Disney Digital Network) và Youtube Red (Nay là Youtube Premium), Kjellberg cho ra mắt Scare PewDiePie mùa đầu tiên.

### Cạnh tranh với T-Series (2018–29/4/2019)

Logo T-Series

Vào ngày 5 tháng 11 năm 2018, Felix Kjellberg đã đăng tải bài rap "Bitch Lasagna" hay còn được gọi là "T-Series diss track" trên kênh YouTube của mình để chống lại kênh đối thủ T-Series vì kênh này vượt mặt anh về số lượng người đăng ký. Bài rap này chủ yếu mang nội dung châm biếm và hài hước qua việc chỉ trích T-Series với nhiều ngôn từ chọc ghẹo, chửi rủa, cho rằng kênh dùng tool, sub bot để tăng số người đăng ký kênh.
Ngày 31 tháng 3 năm 2019, PewDiePie cho ra mắt thêm 1 diss track có tên là "Congratulations" cùng với Roomie và Boyinaband để mỉa mai T-Series.
Vào ngày 11 tháng 4, T-Series bắt đầu yêu cầu tòa án yêu cầu xóa "bản nhạc diss" của Kjellberg khỏi YouTube. Theo trang web giải trí và luật Iprmentlaw, T-Series gửi đơn kiện lên tòa Tòa án Tối cao Delhi để yêu cầu xóa video "Bitch Lasagna" và "Congratulations" của Kjellberg khỏi YouTube. Kết quả phán quyết có lợi cho T-Series. Đơn kiện chống lại Kjellberg cho rằng các bài hát của anh ấy là "phỉ báng, miệt thị, xúc phạm", đồng thời cho rằng bình luận phía dưới video có tính chất "lăng mạ, tục tĩu và cũng có tính chất phân biệt chủng tộc." Quyền truy cập vào các video nhạc trên YouTube đã bị chặn ở Ấn Độ. Hai bên được cho là đã đi đến giải quyết vào cuối tháng 7, mặc dù các video của Kjellberg vẫn bị chặn ở Ấn Độ.

### Tranh cãi Nimses, sê-ri Minecraft và bị cấm ở Trung Quốc (2019–2020)
Ngày 21 tháng 6 năm 2019, Kjellberg cho ra mắt Gaming Week (Tuần chơi game), cùng với đó là sự trở lại của các video Let's Play sau nhiều năm vắng mặt. Kjellberg đăng tải hàng loạt các video anh chơi Minecraft suốt nhiều tháng, nội dung này cũng lọt vào Meme Review và LWIAY. Kjellberg đã từng chơi Minecraft trong những thời đầu sự nghiệp YouTube của mình, anh hạn chế tham gia vào xu hướng "YouTuber Minecraft", những người chỉ chơi Minecraft vì mức độ phổ biến của nó thay vì tự trải nghiệm. Do đó, Kjellberg đã nhận được hơn 570 triệu tổng lượt xem suốt một tháng (tháng 7), và lượng đăng ký của anh tăng hàng ngày từ 25,000 đến 45,000 suốt tháng đó. Dù vậy, Kjellberg thừa nhận anh chỉ chơi game cho vui và không muốn trở thành một "YouTuber Minecraft", nói rằng "Nếu Minecraft bị cho là chán, tôi có thể chuyển sang những thứ khác."
Ngày 25 tháng 8, PewDiePie trở thành YouTuber độc lập đầu tiên đạt 100 triệu lượt đăng ký và là kênh thứ hai đạt cột mốc này sau khi T-Series vượt mặt anh vài tháng trước. YouTube đã tweet một lời chúc mừng.
Vào tháng 10, trong một video Kjellberg tuyên bố rằng nội dung YouTube của anh, cũng như nội dung liên quan đến anh trên các trang web khác như Reddit, đều đã bị chặn ở Trung Quốc. Anh giải thích rằng điều này là anh bình luận về các cuộc biểu tình tại Hồng Kông 2019–20 và so sánh hình ảnh nhà lãnh đạo tối cao của Trung Quốc Tập Cận Bình với Winnie-the-Pooh trong một video trước đó. Vào tháng 12, Kjellberg được công nhận là người sáng tạo được xem nhiều nhất trong năm, với hơn 4 tỷ lượt xem vào năm 2019.

## Đời sống riêng tư
Nguồn gốc của Kjellberg là Thụy Điển, nhưng sau anh dời đến sống với bạn gái của anh Marzia Bisognin (biệt danh trên mạng là CutiePieMarzia), ở đất nước bản địa của cô, Ý. Anh dời đến Vương Quốc Anh vào tháng 7 năm 2013 để có mạng internet tốt hơn. Hiện anh và vợ của mình, Marzia Kjellberg đã chuyển đến Nhật Bản. Kjellberg là con của CIO (giám đốc công nghệ thông tin) cũ của KappAhl, Lotta Kristine Johanna, người từng đoạt giải CIO của năm 2010 tại Thụy Điển.

### Làm từ thiện
Kjellberg đã từng làm từ thiện cho Quỹ Động Vật Hoang Dã Thế giới và trẻ em trong Bệnh viện Nghiên cứu St. Jude. Anh cũng đã mở một cuộc vận động từ thiện nước, nơi mà fan của anh có thể quyên góp tiền, trong danh dự và ăn mừng 10 triệu lượt đăng ký. Vào ngày 27 tháng 7 năm 2013, quỹ từ thiện của anh đã quyên góp được $172,189 trong mức $250,000 dự định.

### Kết hôn
Ngày 19 tháng 8 năm 2019, Kjellberg chính thức tổ chức đám cưới với người bạn gái 8 năm Marzia Bisognin, sau khi cầu hôn cô tại Nhật Bản năm 2018. Đám cưới được tổ chức một cách riêng tư với sự tham gia của người thân Kjellberg và Marzia. Những bức ảnh chụp tại đám cưới sau đó đã được Kjellberg đăng lên trang Twitter cá nhân của anh, bài đăng nhanh chóng thu hút hơn một triệu lượt thích trong vòng 10 giờ. Cặp đôi có một con trai tên là Björn, sinh ngày 11 tháng 7 năm 2023.

## Các giải thưởng
| Năm  | Lễ trao giải                      | Hạng mục                                   | Kết quả   | Tham khảo     |
| ---- | --------------------------------- | ------------------------------------------ | --------- | ------------- |
| 2013 | Starcount Social Star Awards      | Most Popular Social Show                   | Đoạt giải | [ 72 ] [ 73 ] |
| 2013 | Starcount Social Star Awards      | Sweden Social Star Award                   | Đoạt giải | [ 74 ]        |
| 2013 | Shorty Awards lần thứ 5           | #Gaming                                    | Đoạt giải | [ 75 ]        |
| 2014 | Teen Choice Awards                | Web Star: Gaming                           | Đoạt giải | [ 76 ]        |
| 2014 | Streamy Awards lần thứ 4          | Best Gaming Channel, Show, or Series       | Đề cử     | [ 77 ]        |
| 2014 | Golden Joystick Awards            | Gaming Personality                         | Đoạt giải | [ 78 ]        |
| 2015 | Teen Choice Awards                | Choice Web Star: Male                      | Đề cử     | [ 79 ]        |
| 2015 | Streamy Awards lần thứ 5          | Best First-Person Channel, Show, or Series | Đề cử     | [ 80 ]        |
| 2015 | Streamy Awards lần thứ 5          | Best Gaming Channel, Show, or Series       | Đoạt giải | [ 80 ]        |
| 2015 | Golden Joystick Awards            | Gaming Personality                         | Đoạt giải | [ 81 ]        |
| 2016 | Shorty Awards lần thứ 8           | YouTuber of The Year                       | Đề cử     | [ 82 ]        |
| 2017 | People's Choice Awards lần thứ 43 | Favorite YouTube Star                      | Đề cử     | [ 83 ]        |

## Danh sách bài hát
| Năm  | Bài hát                               | Đồng sản xuất                                 | Ghi chú                                         | Tham khảo |
| ---- | ------------------------------------- | --------------------------------------------- | ----------------------------------------------- | --------- |
| 2013 | "Jabba the Hutt"                      | Schmoyoho                                     |                                                 |           |
| 2014 | "His Name Is Pewdiepie"               | Roomie                                        |                                                 |           |
| 2014 | "FABULOUS!"                           | Roomie                                        |                                                 |           |
| 2015 | "PEWDIEPIE'S SONG"                    | Dan Bull                                      |                                                 |           |
| 2015 | "I'm A Pretty Girl"                   | Schmoyoho                                     |                                                 |           |
| 2016 | "Brofist"                             | Roomie                                        |                                                 |           |
| 2018 | "Hej Monika"                          | Party in Backyard                             | Bản cover và remix của Hej Monika               |           |
| 2018 | "Bitch Lasagna" (T-Series diss track) | Hợp tác sản xuất với Party in Backyard        | Chỉ trích công ty T-Series                      | [ 84 ]    |
| 2018 | "Rewind Time"                         | Hợp tác sản xuất với Party in Backyard        | Bản làm lại không chính thức của YouTube Rewind | [ 85 ]    |
| 2019 | "Congratulations"                     | Hợp tác sản xuất với Roomie và Boyinaband     | Chúc mừng và chỉ trích T-Series                 | [ 86 ]    |
| 2020 | "Coco"                                | Hợp tác sản xuất với David "Boyinaband" Brown | Châm biếm Cocomelon                             |           |

*2020: "YouTube Rewind 2019, but it's actually good". Được hỗ trợ bởi Flyingkitty,...